# Szwaruny
Szwaruny (deutsch Groß Schwaraunen) ist ein Ort in der polnischen Woiwodschaft Ermland-Masuren. Er gehört zur Gmina Bartoszyce (Landgemeinde Bartenstein) im Powiat Bartoszycki (Kreis Bartenstein (Ostpr.)).

## Geographische Lage
Szwaruny liegt in der nördlichen Mitte der Woiwodschaft Ermland-Masuren, 30 Kilometer südwestlich der früheren und heute auf russischem Hoheitsgebiet gelegenen Kreisstadt Friedland (russisch Prawdinsk) bzw. sechs Kilometer südlich der heutigen Kreismetropole Bartoszyce (deutsch Bartenstein).

## Geschichte

### Ortsgeschichte
Der seinerzeitige Gutsort Sworun – nach 1367 Swormen, nach 1414 Schawrawen, nach 1487 Schwaraunen genannt – wurde im Jahre 1327 gegründet. Im 19. Jahrhundert waren die Familien von Kurowski (bis 1806), von Petzinger (bis 1829) und Moldzio (bis 1906) Eigentümer des Guts Groß Schwaraunen. 
Am 11. Juni 1874 wurde der Ort Amtsdorf und damit namensgebend für einen Amtsbezirk im Kreis Friedland (1927 bis 1945 „Kreis Bartenstein“) im Regierungsbezirk Königsberg in der preußischen Provinz Ostpreußen. Im Jahre 1910 zählte der Gutsbezirk Groß Schwaraunen 174 Einwohner.
Gutsbesitzer auf Groß Schwaraunen war von 1909 bis 1945 die Familie Firley. Am 30. September 1928 kam es zum Zusammenschluss des Gutsbezirks Groß Schwaraunen, der Landgemeinde Minten (polnisch Minty) und des Gutsbezirks Dietrichswalde (polnisch Ciemna Wola, bisher im Amtsbezirk Gallingen, polnisch Galiny, gelegen) zur neuen Landgemeinde Groß Schwaraunen. Die Einwohnerzahl der auf diese Weise vergrößerten Landgemeinde belief sich 1933 auf 425 und 1939 auf 466. Im Jahre 1945 umfasste das Gut Groß Schwaraunen mit dem Vorwerk Brostkersten (polnisch Brzostkowo) etwa 500 Hektar, davon jeweils etwa 340 Hektar Ackerland, 50 Hektar Weiden und Wiesen und 75 Hektar Wald.
In Kriegsfolge kam Groß Schwaraunen 1945 mit dem gesamten südlichen Ostpreußen zu Polen. Der Ort erhielt die polnische Namensform „Szwaruny“ und ist heute Teil der Landgemeinde Bartoszyce (Bartenstein) im Powiat Bartoszycki (Kreis Bartensten (Ostpr.)), von 1975 bis 1998 der Woiwodschaft Olsztyn, seither der Woiwodschaft Ermland-Masuren zugehörig.

### Amtsbezirk Groß Schwaraunen (1874–1945)
Zum 1874 errichteten Amtsbezirk Groß Schwaraunen gehörten anfangs fünf Kommunen. Aufgrund struktureller Veränderungen waren es am Ende vier:
| Deutscher Name       | Polnischer Name | Anmerkungen                                                                  |
| -------------------- | --------------- | ---------------------------------------------------------------------------- |
| (Groß) Schwaraunen   | Szwaruny        | vor 1928 GB, danach LG                                                       |
| Hermenhagen (LG)     | Osieka          |                                                                              |
| Hermenhagen (GB)     |                 | 1928 in die Landgemeinde Hermenhagen eingegliedert                           |
| Plensen              | Plęsy           |                                                                              |
| Polenzhof            | Połęcze         | 1928 nach Plensen eingemeindet                                               |
| ab 1881: Perkuiken   | Perkujki        | bis 1881 zum Amtsbezirk Rothgörken zugehörig; 1928 nach Plensen eingemeindet |
| ab 1930: Kraftshagen | Krawczyki       | bis 1930 zum Amtsbezirk Kraftshagen zugehörig                                |

Im Jahre 1945 bildeten noch die Dörfer Groß Schwaraunen, Hermenhagen, Kraftshagen und Plensen den Amtsbezirk Groß Schwaraunen.

## Religion
Christentum
Bis 1945 war Groß Schwaraunen in die evangelische Stadtkirche Bartenstein in der Kirchenprovinz Ostpreußen der Kirche der Altpreußischen Union, außerdem in die römisch-katholische St.-Bruno-Kirche Bartenstein im damaligen Bistum Ermland eingepfarrt.
Heute besteht in Szwaruny katholischerseits eine eigene Kirchengemeinde, die der Pfarrei Galiny (Gallingen) im jetzigen Erzbistum Ermland zugeordnet ist. Evangelischerseits gehört Szwaruny der Johanneskirche in Kętrzyn (Rastenburg) mit der Filialgemeinde Bartoszyce in der Diözese Masuren der Evangelisch-Augsburgischen Kirche in Polen zu.

## Verkehr

### Straße
Szwaruny liegt an der verkehrsreichen polnischen Landesstraße 57 – in einem Abschnitt der einstigen deutschen Reichsstraße 128, die die Woiwodschaft Ermland-Masuren in Nord-Süd-Richtung durchzieht und bis in die Woiwodschaft Masowien führt.

### Schiene
Eine Anbindung an den Bahnverkehr besteht für Szwaruny nicht mehr. Von 1916 bis 1994 war der Ort Bahnstation an der zuletzt polnischen Bahnstrecke Lidzbark Warmiński–Bartoszyce, der früheren Reichsbahnlinie von Wehlau (russisch Snamensk) über Friedland (Prawdinsk) und Bartenstein (polnisch Bartoszyce) nach Heilsberg (Lidzbark Warmiński). Die Bahnstation wurde bereits 1991 geschlossen, der Bahnverkehr 1991 (Personenverkehr) bzw. 1992 (Güterverkehr) stillgelegt. Das Bahnhofsgebäude beherbergt heute Privatwohnungen.